# Скала (област Силистра)
Вижте пояснителната страница за други значения на Скала.
Скала (до 1950 г. Недино) е село в Североизточна България. То се намира в община Дулово, област Силистра.

## История
След проучванията в Южна Добруджа, където близо 50 години се провеждат разкопки на селища и некрополи, стават известни два византийски моливдовула от средновековната крепост при Скала. Единият е на Леон - протоспатарий при манглавитите, датиран в 70-те − 80-те години на Х в., а другият – на Анастасий, асикрит от края на Х − първите десетилетия на ХI в. Те свидетелстват, че след разорението на Добруджа, настъпило след военната кампания на киевския княз Светослав I и завладяването на областта от Йоан Цимисхий, околността на днешното село Скала отново е населена, а в крепостта е настанен византийски гарнизон. През 1032 или 1036 година печенегите опустошават и разрушават Дръстър и средновековните селища в района на днешните Цар Асен, Скала и Одърци. Вероятно местното българското население напуска земите си, в които се настаняват печенезите.
В османски регистри от 1676 г. селото е споменато като Сеид Али факъх, като до 1942 г. носи името Сеид Алифакъ. По Букурещния мирен договор от 1913 г. е отстъпено на Румъния. През 1940 г. е върнато на България по Крайовската спогодба от 1940 г.